# Burton L. Mack
Burton Lee Mack (* 1931 in Los Angeles; † 9. März 2022) war ein US-amerikanischer Autor, Theologe und Religionswissenschaftler für frühchristliche Geschichte und Neues Testament. Mack war zuletzt emeritierter John-Wesley-Professor für frühes Christentum an der Claremont School of Theology in Claremont in Kalifornien. Im Jahr 1996 zog er sich aus der Hochschultätigkeit zurück, einer Funktion, die er seit 1980 innegehabt hatte.

## Leben und Wirken
Mack ist der Sohn eines Pfarrers der Kirche des Nazareners, Church of the Nazarene. Er besuchte die Highschool in Portland und begann sein Studium am Pasadena Nazarene College. Später studierte Mack am Theologischen Seminar in San Francisco, unter der damaligen Leitung von Theodore Alexander Gill bevor er 1963 nach Göttingen wechselte, wo er unter dem Neutestamentler Hans Conzelmann sowie Carsten Colpe und Berndt Schaller seine Studien fortsetzte. Im Jahre 1967 wurde er an der Universität Göttingen  zum doctor theologiae promoviert. Zurück in den Vereinigten Staaten von Amerika unterrichtete er an der Rutgers University in New Jersey.
Mack hat umfangreiche Forschungen zur sogenannten Q-Quelle durchgeführt, die er für wesentlich hält, um den historischen Jesus zu verstehen und die Ursprünge des Christentums nach zu zeichnen.
In Jesus von Nazareth sieht Mack in dessen sprachlicher Diktion einen griechisch-römischen Kyniker. Diese Auffassung teilt er u. a. mit John Dominic Crossan (* 1934), der Jesus auch als einen jüdischen Kyniker interpretiert.
In Anlehnung an John S. Kloppenborg sieht Mack, dass es drei Hauptschichten der Logienquelle gibt, von denen jede mit einer Phase im Leben Jesu seiner Anhänger zusammenfällt. Die Schichten sind zeitlich stark strukturiert, das früheste Material wird von späterem Material relativiert und eingeklammert.

## Werke (Auswahl)
- Wisdom and the Hebrew Epic: Ben Sira’s Hymn in Praise of the Fathers. Chicago Studies in the History of Judaism. University of Chicago Press, Chicago, IL. 1986, ISBN 978-0-22650-049-2
- A Myth of Innocence: Mark and Christian Origins. Fortress Press, Philadelphia, PA 1988, ISBN 9780800621131.
- Patterns of Persuasion in the Gospels. Foundations & facets – Literary facets.  Polebridge Press, Sonoma, CA 1989, ISBN 978-0-944344-08-8.
- Rhetoric and the New Testament. Guides to Biblical Scholarship – New Testament series. Fortress Press, Minneapolis, MN 1990, ISBN 9780800623951.
- Lost Gospel: The Book of Q & Christian Origins. (1st ed.), Harper SanFrancisco, San Francisco, CA 1993, ISBN 978-0-06-065374-3.
- Who Wrote the New Testament?: The Making of the Christian Myth. HarperSanFrancisco, San Francisco, CA 1996, ISBN 0-06-065518-6.
- The Christian Myth: Origins, Logic, and Legacy.  Continuum, New York, NY 2001, ISBN 978-0-8264-1355-0.
- The Rise and Fall of the Christian Myth: Restoring our Democratic Ideals. Yale University Press, New Haven & London 2017, ISBN 9780300222890.
- Wer schrieb das Neue Testament? Die Erfindung des christlichen Mythos. C.H. Beck Verlag, München 2000, ISBN 978-3-4064-4015-1
- Logos und Sophia: Untersuchungen zur Weisheitstheologie im hellenistischen Judentum.  Vandenhoeck & Ruprecht, Göttingen 1997, ISBN 978-3-5255-3361-1